# 1986-os Formula–1 detroiti nagydíj
Az 1986-os Formula–1-es világbajnokság hetedik futama az amerikai nagydíj volt.

## Futam
| Helyezés | Rajtszám | Versenyző          | Csapat/Motor           | Futott körök | Idő/Kiesés oka | Rajthely | Pontszám |
| -------- | -------- | ------------------ | ---------------------- | ------------ | -------------- | -------- | -------- |
| 1        | 12       | Ayrton Senna       | Lotus-Renault          | 63           | 1:51:12,847    | 1        | 9        |
| 2        | 26       | Jacques Laffite    | Ligier-Renault         | 63           | + 31,017       | 6        | 6        |
| 3        | 1        | Alain Prost        | McLaren-TAG            | 63           | + 31,824       | 7        | 4        |
| 4        | 27       | Michele Alboreto   | Ferrari                | 63           | + 1:30,936     | 11       | 3        |
| 5        | 5        | Nigel Mansell      | Williams-Honda         | 62           | + 1 kör        | 2        | 2        |
| 6        | 7        | Riccardo Patrese   | Brabham-BMW            | 62           | + 1 kör        | 8        | 1        |
| 7        | 11       | Johnny Dumfries    | Lotus-Renault          | 61           | + 2 kör        | 14       |          |
| 8        | 14       | Jonathan Palmer    | Zakspeed               | 61           | + 2 kör        | 20       |          |
| 9        | 4        | Philippe Streiff   | Tyrrell-Renault        | 61           | + 2 kör        | 18       |          |
| 10       | 8        | Derek Warwick      | Brabham-BMW            | 60           | + 3 kör        | 15       |          |
| Kiesett  | 17       | Christian Danner   | Arrows-BMW             | 51           | Elektronika    | 19       |          |
| Kiesett  | 25       | René Arnoux        | Ligier-Renault         | 46           | Baleset        | 4        |          |
| Kiesett  | 18       | Thierry Boutsen    | Arrows-BMW             | 44           | Baleset        | 13       |          |
| Kiesett  | 23       | Andrea de Cesaris  | Minardi-Motori Moderni | 43           | Váltó          | 23       |          |
| Kiesett  | 6        | Nelson Piquet      | Williams-Honda         | 41           | Baleset        | 3        |          |
| Kiesett  | 28       | Stefan Johansson   | Ferrari                | 40           | Elektronika    | 5        |          |
| Kiesett  | 19       | Teo Fabi           | Benetton-BMW           | 38           | Váltó          | 17       |          |
| Kiesett  | 16       | Eddie Cheever      | Lola-Ford              | 37           | Kormányzás     | 10       |          |
| Kiesett  | 15       | Alan Jones         | Lola-Ford              | 33           | Kormányzás     | 21       |          |
| Kiesett  | 22       | Allen Berg         | Osella-Alfa Romeo      | 28           | Elektronika    | 25       |          |
| Kiesett  | 3        | Martin Brundle     | Tyrrell-Renault        | 15           | Elektronika    | 16       |          |
| Kiesett  | 21       | Piercarlo Ghinzani | Osella-Alfa Romeo      | 14           | Turbó          | 22       |          |
| Kiesett  | 2        | Keke Rosberg       | McLaren-TAG            | 12           | Erőátvitel     | 9        |          |
| Kiesett  | 20       | Gerhard Berger     | Benetton-BMW           | 8            | Motorhiba      | 12       |          |
| Kiesett  | 24       | Alessandro Nannini | Minardi-Motori Moderni | 3            | Turbó          | 24       |          |
| Kiesett  | 29       | Huub Rothengatter  | Zakspeed               | 0            | Elektronika    | 26       |          |

## Statisztikák
Vezető helyen:
- Ayrton Senna: 32 (1 / 8-13 / 39-63)
- Nigel Mansell: 6 (2-7)
- René Arnoux: 4 (14-17)
- Jacques Laffite: 13 (18-30)
- Nelson Piquet: 8 (31-38)

Ayrton Senna 4. győzelme, 11. pole-pozíciója, Nelson Piquet 16. leggyorsabb köre.
- Lotus 77. győzelme.